# Ricken Patel
Ricken Patel (Edmonton, Canadá, 8 de enero de 1977) es el fundador y director ejecutivo de Avaaz, una importante organización cívica con la mayor comunidad activista en línea del mundo, con más de 40 millones de suscriptores.
Patel ganó el título de "Ultimate Gamechanger in Politics" según el Huffington Post y figura en la lista de los 100 principales pensadores del mundo de la revista Foreign Policy. También fue nombrado Joven Líder Global por el Foro Económico Mundial y calificado como uno de los solteros más codiciados por la revista People.

## Historia personal
Patel nació en Edmonton, Canadá, de padre indio nacido en Kenia y madre inglesa de familia judía. Según un perfil hecho por el Times of London, a la edad de tres años, Patel conocía la historia de la Guerra Fría y podía enumerar las partes de la célula. De niño, estudió en una reserva de indígenas nativos norteamericanos, donde sufrió acoso escolar. "Siempre he sentido solidaridad con las personas que sufren injusticias. Mi teoría es que mi madre me ha dado tanto amor que siempre he tenido de más para compartir", dijo Patel en el artículo del Times of London.
Patel estudió Filosofía, Política y Economía (PPE según las siglas en inglés) en la Universidad de Oxford, donde colaboró en la organización contra la introducción de tasas de matrícula en 1998. Se graduó como primero de su clase en la universidad y fue líder tanto en el gobierno estudiantil como en activismo. Tiene un máster en Políticas Públicas de la escuela de gobierno John F. Kennedy School of Government de Harvard, donde (replicando su activismo en Oxford) ayudó a dirigir una sonada campaña sobre la necesidad de aumentar el salario básico.

## Carrera y trayectoria
Tras licenciarse en Harvard, Patel vivió en Sierra Leona, Liberia, Sudán y Afganistán como consultor de organizaciones como el International Crisis Group, las Naciones Unidas, la Fundación Rockefeller, la Fundación Gates, la Universidad de Harvard, CARE International y el International Center for Transitional Justice. Este trabajo enseñó a Patel a "llevar a las fuerzas rebeldes a la mesa de negociaciones, a supervisar las elecciones (de forma encubierta), a restablecer la confianza en sistemas políticos con antecedentes corruptos y a detectar cuándo se está manipulando a las fuerzas extranjeras." Se distinguió en este trabajo por pasar meses en el terreno con actores no estatales, incluyendo el FRU en Sierra Leona, el LURD de Liberia, el Ejército de Liberación del Pueblo de Sudán y el Movimiento Justicia e Igualdad en Darfur, y entre barones de la guerra como el hermano del presidente Karzai en Afganistán.
Antes de fundar Avaaz en 2007, Patel fue el fundador y Director Ejecutivo de ResPublica, una iniciativa pública global creada para poner fin al genocidio en Darfur y promover la progresiva globalización de la política de Estados Unidos, entre otros proyectos. El objetivo manifiesto de ResPublica era promover "el buen gobierno, la virtud cívica y la democracia deliberativa". En EE. UU. Patel era miembro en línea del grupo MoveOn.org, de donde aprendió las herramientas para hacer campañas en Internet.
En 2007, Patel fundó la organización de campañas en línea, Avaaz con el objetivo manifiesto de "cerrar la brecha entre el mundo que tenemos y el mundo que la mayoría de la gente en cualquier lugar desea". Avaaz realiza campañas por Internet y en terreno a favor de los derechos humanos, la justicia social, el medio ambiente, la libertad de prensa y la paz y la seguridad, entre otros temas. En cinco años, Avaaz se ha extendido por todos los países del mundo con más de 35 millones de miembros.